# Sabah Padi Board
Das Sabah Padi Board (SPB) war eine Einrichtung des malaysischen Bundesstaats Sabah, die 1967 mit dem Ziel gegründet wurde, die Reiserträge in Sabah systematisch zu verbessern. Die Institution wurde Ende 1981 aufgelöst.

## Gründung
Die Gründung der Einrichtung erfolgte 1967 auf Basis der AGRICULTURAL PRODUCE BOARDS ORDINANCE von 1963 und dem im Ersten Malaysiaplan formulierten Ziel, durch institutionelle Maßnahmen die Entwicklung des ländlichen Raums zu fördern.
Mit den drei Institutionen Sabah Padi Board (SPB), Sabah Land Development Board (SLDB) und Sabah Rubber Fund Board wurde somit die landwirtschaftliche Entwicklung der ökonomisch wichtigen Bereiche Reis, Ölpalmen und Kautschuk abgesichert.

## Aufgaben
Die Ziele der Einrichtung waren
- die Ermutigung der Reisbauern, zwei Ernten pro Jahr einzubringen,
- die Unterstützung des Reisanbaus durch Einführung mechanischer Verfahren,
- Vergabe von Investitionszuschüssen,
- Vermarktung und Produktion von Reismehl.

Außerdem sollte die Institution dem traditionellen Wanderfeldbau entgegenwirken und die dauerhafte Ansiedlung von Reisbauern fördern.

## Vorsitzende des Sabah Padi Board
Die herausragende Persönlichkeit des Sabah Padi Board war Tun Mohd Hamdan, der später zum Staatsoberhaupt von Sabah ernannt wurde. Als ihm im Jahr 1971 der Vorsitz über die Einrichtung angeboten wurde, gab er sein Abgeordnetenmandat und seine Arbeit im Finanzministerium auf und engagierte sich mit Ausdauer für die Arbeit der Einrichtung. Er genoss hohes Ansehen bei den Reisbauern, da er sich auf unzähligen Reisen durch den Bundesstaat direkt vor Ort von den Fortschritten überzeugte. In seiner Ägide gelang eine signifikante Verbesserung der Erträge der Reisbauern durch Einführung von zwei Kultivationsyzklen pro Jahr, optimierter Bewässerung und Mechanisierung der Produktion.

## Auflösung der Institution
Gegen Ende der 1970er Jahre zeigte sich, dass das Sabah Padi Board unwirtschaftlich arbeitete. Auch eine Auslagerung der Marketing- und Mühlensparte an das National Padi Board (Lembaga Padi Negara) im Jahr 1979 konnte daran nichts ändern. Auch mehrten sich Verdachtsfälle auf Korruption. Die Institution war schließlich so verschuldet, dass die Regierung die Notbremse zog: Das Sabah Padi Board wurde zum 1. Januar 1982 durch per Verordnung aufgelöst.
Die Investitionszuschüsse wurden ebenfalls ausgesetzt und durch Abgabesubventionen ersetzt, die den Reisbauern stabile Mindestpreise garantierten.

## Gesetzliche Grundlagen
- AGRICULTURAL PRODUCE BOARDS ORDINANCE 1963
- Gesetze und Verordnungen des Bundesstaats Sabah: SABAH PADI BOARD (SUSPENSION) ORDER, 1981 vom 30. Dezember 1981
- Gesetze und Verordnungen des Bundesstaats Sabah: SABAH PADI BOARD (WINDING-UP) ORDER, 1981 (PDF; 75 kB) vom 30. Dezember 1981